# Boophis boppa
A Boophis boppa a kétéltűek (Amphibia) osztályába, a békák (Anura) rendjébe és az aranybékafélék (Mantellidae) családjába tartozó faj. Nevét Nicholas Jay Pritzker tiszteletére kapta, akinek Boppa a beceneve.

## Előfordulása
A faj Madagaszkár endemikus faja. A Ranomofana Nemzeti Parkban és Antotreán honos 1046–1312 m-es magasságban.

## Megjelenése
Kis méretű békafaj, a megfigyelt hímek hossza 20,3–24,4 mm, a nőstényé 32,2 mm volt.